# Acquin-Westbécourt
Acquin-Westbécourt település Franciaországban, Pas-de-Calais megyében. Lakosainak száma 799 fő (2022. január 1.). Acquin-Westbécourt Mentque-Nortbécourt, Lumbres, Moringhem, Quelmes, Quercamps, Seninghem, Tournehem-sur-la-Hem, Bayenghem-lès-Seninghem, Boisdinghem és Bouvelinghem községekkel határos.

## Népesség
A település népességének változása:
| Lakosok száma | 742  | 799  | 820  | 833  | 821  | 808  | 796  | 795  | 799  |
|               | 2013 | 2015 | 2016 | 2017 | 2018 | 2019 | 2020 | 2021 | 2022 |